# 赤斤蒙古衛
赤斤蒙古衛（せっきんもうこえい）は、河西回廊に明朝が設置した羈縻衛所の一つで、現在の中華人民共和国甘粛省・青海省・新疆ウイグル自治区の境界線上に位置していた。

## 概要

### タルニ（塔力尼）の治世
永楽2年（1404年）、北元の丞相クチュの息子のタルニ（塔力尼）は500人余りの部下を率いて哈剌禿の地より明朝に来帰し、これを受けて永楽帝は赤斤蒙古千戸所を設置し、タルニをその千戸長とした。永楽8年（1410年）には「赤斤蒙古千戸所」を昇格させて「赤斤蒙古衛」とし、同時に千戸長のタルニを指揮僉事に、百戸長らを千戸長に昇格させた上で漢人風の姓名を賜った。永楽9年（1411年）には赤斤蒙古衛指揮タルニは沙州衛指揮コンジライ（困即来）とともに明朝に朝貢している。
永楽10年（1412年）、明朝に叛したラオディカン（老的罕）が赤斤蒙古衛に逃れ、衛指揮のタルニがこれを匿うという事件が起こった。これを受けて永楽帝は豊城侯李彬に赤斤蒙古衛を討伐するよう命じたが、李彬・楊栄らは「今は冬の季節で兵を動かすには適さず、また罪を犯した者は数名であるのに軍を動かせば無辜の者にも害が及ぶでしょう」と上奏し、性急に軍を動かすことに反対した。そこで永楽帝は改めて赤斤蒙古衛指揮のタルニに使者を派遣し、ラオディカンを引き渡せば厚く報償を与えるが、これを拒否するならば軍を派遣するであろうと通達した。永楽11年（1413年）、永楽帝の通達を聞いたタルニは匿っていたラオディカンを捕らえ、北京まで送らせた。この功績によってタルニは指揮僉事から指揮同知に、千戸長は正千戸にそれぞれ昇格となり、併せて下賜品が贈られた。

### スナンシュジャ（且旺失加）の治世
宣徳元年（1426年）、赤斤蒙古衛では代替わりしてスナンシュジャ（且旺失加）が使者を派遣して朝貢し、これを受けて宣徳帝はスナンシュジャを都指揮同知に、指揮同知苟古者を都指揮僉事とした。宣徳2年（1427年）には赤斤蒙古衛千戸のサイフッディーン（賽夫丁）が朝貢に訪れ、また宣徳3年（1428年）にはティムール朝・モグーリスタン・ハン国に派遣された明朝の使者を支援した功績によって沙州衛・赤斤蒙古衛は下賜を受けた。宣徳5年（1430年）にはメクリン部の長のモンケ・ブカ、沙州衛のコンジライ（困即来）とともに赤斤蒙古衛は明朝に朝貢し、明朝より下賜を受けた。
宣徳7年（1432年）には再びティムール朝に派遣された明朝の使者を護送し、またこの頃赤斤蒙古衛では代替わりして指揮僉事の子のトクト（脱脱）やイルベイ（亦魯伯）が父の後を継いだ。同年秋には粛州より派遣された明朝の官軍が偵察中に殺されるという事件が起き、粛州都督の王貴は赤斤蒙古衛の仕業ではないかと疑い、これを罰するよう朝廷に報告すると同時に、私的に交易を行う赤斤蒙古人を取り締まるよう上奏した。この後、赤斤蒙古衛より明朝に来帰する者が相継ぎ、彼等の報告によって王貴こそが不正を行っていたことが明らかになり王貴は捕らえられた。
正統元年（1436年）に入り、赤斤蒙古衛都指揮スナンシュジャの要請によってその部下の倉児吉や省吉らの官位が昇格された。同年には赤斤蒙古衛千戸の把都麻が賊の首長になるという事件が起き、明朝に来帰する者が相継いだが、赤斤蒙古衛都指揮同知スナンシュジャはトゴン・テムル、モンケ・ブカら討伐の功績によって都指揮使に昇格となっている。

## 赤斤蒙古衛統治者
1. 赤斤蒙古衛指揮同知タルニ（塔力尼）
2. スナンシュジャ（速南失加/且旺失加＝安思謙）